# Marvel 1943: Rise of Hydra
Marvel 1943: Rise of Hydra é um futuro jogo eletrônico de ação e aventura desenvolvido e publicado pela Skydance New Media da Skydance Media, e é baseado nos personagens da Marvel Comics, Capitão América e Pantera Negra, tendo como cenário uma narrativa original que deriva do longa. mitologia dos quadrinhos e diversas adaptações em outras mídias. Inspirado na série limitada de quadrinhos de 2010 Capitão América/Pantera Negra: Bandeiras de Nossos Pais, a história se passa na Paris ocupada durante a Segunda Guerra Mundial e envolve o super soldado americano Steve Rogers formando um grupo inquieto aliança com Azzuri, o rei de Wakanda que atualmente opera como Pantera Negra, enquanto tentam impedir a ascensão da organização Hidra.
O jogo foi anunciado conjuntamente pela Skydance e Marvel Games em outubro de 2021 como o primeiro projeto a ser produzido pelo antigo estúdio, juntamente com o envolvimento dos chefes de estúdio Amy Hennig e Julian Beak como produtores, com o escritor de televisão e quadrinhos Marc Bernardin confirmado como escritor do jogo ao lado de Hennig no mês seguinte. O jogo foi oficialmente apresentado em setembro de 2022 e revelado em março de 2024.
Marvel 1943: Rise of Hydra está programado para ser lançado em 2025.

## Jogabilidade
O jogo será um videogame de ação e aventura onde os jogadores controlarão um conjunto de quatro personagens. Além dos protagonistas principais Steve Rogers/Capitão América e Azzuri/Pantera Negra, Gabriel Jones, membro do Comando Selvagem, e Nanali, líder da Wakandan Spy Network, serão jogáveis.

## Desenvolvimento
Em novembro de 2019, a Skydance Media pediu à diretora e escritora de jogo eletrônico Amy Hennig para estabelecer uma nova divisão de jogos dentro da empresa. Em outubro de 2021, a divisão, como Skydance New Media, anunciou que o primeiro grande projeto do estúdio seria "um jogo de ação e aventura de grande sucesso baseado em narrativas" desenvolvido em colaboração com a Marvel Games e apresentando uma história original. No mês seguinte, o escritor e produtor de televisão da Marvel Comics, Marc Bernardin, revelou que estava envolvido como escritor do jogo, confirmando que havia "passado a maior parte de um ano nas minas de histórias" criando a narrativa do jogo.
Em agosto de 2022, a controladora da Marvel, The Walt Disney Company, anunciou suas intenções de apresentar uma série de jogos eletrônicos baseados em sua propriedade intelectual no Disney & Marvel Games Showcase, que ocorreu em conjunto com a D23 Expo anual da empresa, pessoalmente e por meio de transmissão em várias plataformas de streaming. Juntamente com o anúncio, a Disney afirmou que o painel iria estrear uma "prévia" no título Marvel da Skydance New Media, que foi descrito como sendo um "jogo de conjunto". O jogo foi apresentado durante o showcase em 9 de setembro de 2022. Detalhes preliminares do projeto confirmaram relatos anteriores de que ele seria ambientado durante a Segunda Guerra Mundial e que o Capitão América e Azzuri / Pantera Negra apareceriam como personagens principais do conjunto, ao lado de Gabriel Jones da unidade Comando Selvagem e Nanali, líder do Wakandan Spy Network, enquanto a organização Hidra serviria como os principais vilões.
Em março de 2024, Skydance e Marvel revelaram oficialmente o título completo do jogo como Marvel 1943: Rise of Hydra durante o painel da Epic Games durante a Game Developers Conference (GDC) 2024, apresentando também um trailer da história que demonstrava o uso do Unreal Engine 5 e suas animações de personagens. O elenco oficial do jogo foi revelado pela Marvel, confirmando que Khary Payton e Drew Moerlein liderariam o conjunto como Azzuri e Steve Rogers respectivamente, ao lado de Marque Richardson como Gabriel Jones e Megalyn Echikunwoke como Nanali. A Marvel também anunciou que Joel Johnstone interpretaria Howard Stark, enquanto Lyne Renée apareceria como Julie, personagem original criada para o jogo. Stephen Barton também foi revelado como o compositor do jogo. A atriz Janina Gavankar está confirmada para ter um papel no jogo.

## Lançamento
Marvel 1943: Rise of Hydra está programado para ser lançado em 2025.